# 春はいたずらもの
『春はいたずらもの』（はるはいたずらもの、原題：Springtime for Thomas）は「トムとジェリー」の作品の一つ。1946年3月30日公開。日本においてはパブリックドメインである。

## スタッフ
- 監督 - ウィリアム・ハンナ、ジョセフ・バーベラ
- 製作 - フレッド・クインビー(初公開版ではクレジット無し)
- 共同製作 - ウィリアム・ハンナ(クレジット無し)
- 脚本 - ウィリアム・ハンナ、ジョセフ・バーベラ(全員クレジット無し)
- 原画 - ケネス・ミューズ、エド・バージ、マイケル・ラー、レイ・パターソン(クレジット無し)、アーヴン・スペンス(クレジット無し)
- レイアウト - ハービー・アイゼンバーグ（クレジット無し）
- 背景 -ロバート・ジェントル（クレジット無し）
- 音楽 - スコット・ブラッドリー

## 作品内容
ある春の日。窓際で物思いにふけるトムにジェリーはちょっかいを出す。ところがトムは全然相手にしてくれない。トムの視線の先にはデッキチェアで寝そべる美しいトゥードルが。トムは彼女に完全に心を奪われてしまっていたのだ。
普段は自分を追い回すのに何よりも夢中でいながらすっかりメス猫に首っ丈なトムに呆れ返るジェリー。そんな彼の隣に悪魔が現れる。「おい、お前、あのメス猫にアイツとの友情を邪魔されたままでほっといてもいいのか？これじゃ、アイツとの友情関係が終わってしまうぞ！ほら見ろ、すっかり手玉に取られてやがる！何とかあの二人を引き離してロマンスをブチ壊すんだ！」悪魔にそそのかされたジェリーは、トゥードル名義で香水付きのラブレターを野良猫のブッチに送る。偽ラブレターを見てブッチは大喜び。さっそく化粧をしトゥードルのところに行く。そして彼女の隣で寝そべるトムを追い払い、ギターの弾き語りでトゥードルの気を惹く。しかしトムが黙っているはずがなく…。
こうしてトムとブッチはトゥードルを巡ってドタバタを繰り広げる。激戦の末、彼女はブッチのものとなる。
その様子を見たトムはトゥードルを勝ち取ったブッチに向かって「もう、勝手にしろ！」と言い放ち、近くにいたジェリーと握手。彼女への気持ちが冷め、いつものトムに戻ったところで仲良く追いかけっこを始める。ところが、程なくして今度はジェリーが雌ネズミと恋に落ちてしまうのだった。

### 備考
本作では、ジェリーと雌ネズミが恋に落ちるラストシーンでハート型の枠と中央に「THE END」の文字が浮かび上がる独自の演出が用いられている（その後、そのままエンドクレジット2の「AN MGM TOM AND JERRY CARTOON」が演出されたが、「MADE IN HOLLYWOOD, U.S.A.」という制作のクレジットタイトルは演出されなかった）。

## 登場キャラクター
トム
この回ではトゥードルに夢中になる。トムの恋敵であるブッチとトゥードルを巡って対立するが、ブッチとの争いに負けてしまった後、ジェリーと仲良く追いかけっこをしていたが、最後は、雌ネズミに心を奪われたジェリーを見て呆れている。
ジェリー
この回ではトゥードルに心を奪われたトムを見て呆れている。悪魔の命令で、トムとトゥードルとの仲を引き裂くために、ブッチに偽のラブレターを届けた後、悪魔と共にブッチのお尻に鋭い針を刺したのをトムのせいにする。その後、ブッチとの争いに負けてしまったトムと仲良く追いかけっこをしていたが、最後は雌ネズミに夢中になる。
ブッチ
トムの恋敵として登場し、トゥードルを巡ってトムと対立する。最後にトムをギターで吹っ飛ばした事により、トムとの争いに勝っている。
トゥードル
容姿端麗なメスの白猫。トムとブッチが一目惚れする。
悪魔
ジェリーの前に突然現れ、トムとトゥードルの仲を引き裂くようジェリーを唆す。その後、ジェリーと共にブッチのお尻に鋭い針を刺したのをトムのせいにする。
雌ネズミ
ジェリーが一目惚れする。本作のラストシーンで登場する。